# Jure Meglič
Jure Meglič, slovenski kajakaš na divjih vodah, * 18. avgust 1984. 
S tem športom se je začel ukvarjati leta 1995 in se kot mlajši mladinec leta 2000 uvrstil v mladinsko A reprezentanco in nastopil na prvih svetovnih mladinskih tekmah. Osvojil je pet medalj na evropskih prvenstvih in eno bronasto na Svetovnem prvenstvu leta 2010 v Tacnu. Leta 2016 je nastopil na Olimpijskih igrah v Riu de Janeiru za Azerbajdžan in osvojil 14. mesto v disciplini K-1.

## Uspehi
- 2001 - Evropsko prvenstvo: 7. in 8. mesto, 3. mesto v moštvenih vožnjah
- 2001 - državni mladinski prvak
- 2003 - 2. mesto v moštvenih vožnjah na SP.
- 2007 - Tekma za svetovni pokal v Tacnu: 1. mesto